# Teedia
Teedia är ett släkte av flenörtsväxter. Teedia ingår i familjen flenörtsväxter.
Kladogram enligt Catalogue of Life:
| Teedia | \| \| Teedia lucida \| \| \| \| \| \| Teedia pubescens \| \| \| \| |
|        | \| \| Teedia lucida \| \| \| \| \| \| Teedia pubescens \| \| \| \| |
|        | Teedia lucida                                                      |
|        |                                                                    |
|        | Teedia pubescens                                                   |
|        |                                                                    |